# Johnny Schofield
Pour les articles homonymes, voir Schofield (homonymie).
John Reginald Schofield, connu sous le nom de Johnny Schofield, né le 8 février 1931 à Atherstone et mort le 1er novembre 2006 à Coventry, est un footballeur anglais qui jouait au poste de gardien de but. Il a notamment évolué en Football League pour Birmingham City et Wrexham.

## Biographie
Johnny Schofield est né à Atherstone, dans le Warwickshire, en 1931. Il commence sa carrière footballistique avec les clubs locaux d'Ansley Hall Colliery et de Grendon avant de rejoindre Nuneaton Borough dans les années 1940. En février 1950, il signe un contrat professionnel avec Birmingham City.
Pendant la majeure partie de la décennie suivante, Schofield est le remplaçant de Gil Merrick, le gardien titulaire. En novembre 1957, il est blessé lors d'une explosion à la mine de Baddesley Colliery où il travaille comme mineur. Trois ans plus tard, il subit une fracture du crâne lors d'un match contre Manchester United, En 1959, il devient le gardien titulaire de Birmingham City.
Schofield participe à deux finales de la Coupe des villes de foires, perdant contre le FC Barcelone en 1960 et contre l'AS Roma en 1961. En 1963, il fait partie de l'équipe qui remporte la finale de la Coupe de la Ligue contre Aston Villa, les rivaux locaux.
Avec l'âge et l'arrivée de Jim Herriot, Schofield perd sa place de titulaire et est transféré à Wrexham en 1966. En 1967, il est prêté pour un mois aux Cork Hibernians, une équipe de la Ligue d'Irlande. En 1968, il devient joueur-manager d'Atherstone Town (en), et joue également pour le Bromsgrove Rovers et le Tamworth avant de retourner à Atherstone comme manager.
Au total, il dispute 179 matchs de première division anglaise. En compétitions européennes, il garde les cages de Birmingham à 12 reprises en Coupe des villes de foires.
Dans sa vie après le football, Schofield gère une licence de débit de boissons à Atherstone.
Schofield se marie à Grace née Finney et a deux enfants en 1963. Il meurt à Coventry le 1er novembre 2006 à l'âge de 75 ans.

## Palmarès
Birmingham City
- Football League Second Division (1) :
  - Champion : 1954-1955.

- Football League Cup (1) :
  - Vainqueur : 1962-1963.

- Coupe des villes de foires :
  - Finaliste : 1958-1960 et 1960-1961.